# Klaus Baudelaire
Klaus Baudelaire es uno de los personajes principales en la popular serie de libros Una serie de eventos desafortunados de Lemony Snicket. De los huérfanos Baudelaire Klaus es el segundo: tiene una hermana mayor llamada Violet y una hermana menor, Sunny.
Klaus es un ávido lector con una memoria fotográfica. Recuerda cada cosa que lee, lo cual le ayuda a él y a sus hermanas a escapar de situaciones desastrosas. Siempre parece saber la definición de cada palabra que oye. El nombre de Klaus fue tomado de Claus von Bülow.
Klaus fue caracterizado por Liam Aiken en la película Lemony Snicket's A Series of Unfortunate Events. 
En la serie de Netflix A Series of Unfortunate Events fue caracterizado por el actor Louis Hynes

## Una serie de Eventos Desafortunados
Al comienzo de la serie, Klaus pierde a sus padres en un incendio que consume su hogar. Desde ese punto en adelante, un villano conocido como el Conde Olaf trata de robar la enorme fortuna que sus padres dejaron en heredad, utilizando varios planes infames. Klaus cumple sus 13 años dentro de una celda supuestamente lujosa en La villa vil.
En Una academia muy austera, Klaus y sus hermanas conocen a Duncan e Isadora Quagmire. Los Baudelaire tienen una relación con los Quagmire ya que los padres de los Quagmire y los padres de los niños Baudelaire estaban en la organización secreta VFD.  
Una relación entre Klaus e Isadora surge. Pero en el undécimo libro, The Grim Grotto, Fiona besa a Klaus antes de unirse al Conde Olaf. Lo que vendrá de esta relación sigue sin ser conocido.
En El hospital hostil, Klaus descifra anagramas de letras de sopa para salvar a Violet; y en El ventanal y en La villa vil encuentra mensajes secretos en las cartas de Tía Josephine y de los Quagmire respectivamente.
Al final de La villa vil Klaus y sus hermanas son falsamente acusados de asesinato. Desde ese momento dejan de tener tutores, y escapan de la policía como fugitivos. Mientras se esconden de las autoridades, él, junto con sus hermanas, se disfrazan. Los disfraces son los siguientes:
- Doctor médico - Quería hacerse pasar como una de las mujeres con polvo blanco en el rostro. (El hospital hostil)
- Elliot - Él y su hermana Violet, se vistieron como un fenómeno de dos cabezas. (El carnaval carnívoro)
- Exploradores de la nieve - Para esconderse de los niños exploradores. (La pendiente resbaladiza)
- Voluntario - Para engañar a los villanos. (La pendiente resbaladiza)
- Vigilante - Para engañar a los enemigos de  V.F.D. (El Penúltimo peligro)

También se debe destacar que Klaus probablemente no muera, como Lemony Snicket lo confirmó en la habitación de los reptiles donde dice que después de la llegada de Olaf, Klaus seguiría teniendo pesadillas por las noches durante muchos años más.
- Datos: Q971805